# Arbeitsgericht Tilsit
Das Arbeitsgericht Tilsit war ein preußisches Arbeitsgericht mit Sitz in Tilsit.

## Geschichte
Gemäß Arbeitsgerichtsgesetz vom 23. Dezember 1926 wurden in Deutschland Arbeitsgerichte gebildet. Diese waren nur in der ersten Instanz unabhängig, die Landesarbeitsgerichte waren den Landgerichten zugeordnet. Am Landgericht Königsberg entstand so 1927 das Landesarbeitsgericht Königsberg als einziges Landesarbeitsgericht im Bezirk des Oberlandesgerichtes Königsberg. In Tilsit entstand das Arbeitsgericht Tilsit. Sein Sprengel umfasste den Bezirke der Amtsgerichte Heinrichswalde, Kaukehmen, Ragnit, Skaisgirren und Tilsit. Es bestand jeweils eine Kammer für Arbeiter, für Angestellte und für Handwerk.
Im Jahre 1945 wurde der Arbeitsgerichtsbezirk unter polnische Verwaltung gestellt, und die deutschen Einwohner wurden vertrieben. Damit endete auch die Geschichte des Arbeitsgerichtes Tilsit.